# Оренбургский округ
Оренбургский округ — административно-территориальная единица Средне-Волжской области (с 20 октября 1929 — Средневолжского края), существовавшая в 1928—1930 годах. 
Административный центр — город Оренбург.

## История
Оренбургский округ был образован 14 мая 1928 года. В его состав вошли территории бывших Оренбургского и Орского уездов Оренбургской губернии.
30 июля 1930 года Оренбургский округ, как и большинство остальных округов Союза ССР, был упразднён. Его районы отошли в прямое подчинение Средневолжского края.

## Административное деление
Округ, по состоянию на 1929 год, был разделён на 15 районов:
| - Буртинский, - Домбаровский, - Ивановский, - Илекский, - Каширинский, - Кваркенский, - Краснохолмский, - Ново-Покровский, - Оренбургский, - Орский, | - Петровский, - Покровский, - Соль-Илецкий, - Троицкий, - Шарлыкский. |

В январе 1929 года к округу был присоединён Сорочинский район упразднённого Бузулукского округа.